# NGC 3686
NGC 3686 is een balkspiraalstelsel in het sterrenbeeld Leeuw. Het hemelobject ligt 70 miljoen lichtjaar van de Aarde verwijderd en werd op 14 maart 1784 ontdekt door de Duits-Britse astronoom William Herschel.

## Synoniemen
- UGC 6460
- MCG 3-29-51
- ZWG 96.49
- IRAS 11251+1729
- PGC 35268